# NT21 600ステーション
『NT21 600ステーション』（エヌティーにじゅういち ろくまるステーション）は、1989年10月2日から1991年3月29日まで新潟テレビ21で放送された平日夕方のローカルワイドニュース番組である（『600ステーション』の新潟県ローカルパート）。

## 概要
半年間続いた『NT21ニュースシャトル ANN』の後番組としてスタート。前半枠にテレビ朝日発の全国ニュース『600ステーション ANN』を内包し、後半枠で新潟県内からのニュース・特集およびスポーツ情報を伝えていた。番組終了直後の18時55分からは、天気予報『ウェザーアイ』が放送されていた。
放送開始から1年後の1990年10月6日、土曜日と日曜日に放送の『NT21 530ステーションANN』が週末版としてスタートした。同番組は、同日放送開始の全国ニュース『ANN 530ステーション』を内包していた。
番組（平日版）は1991年3月29日放送分をもって終了し、替わって『ANN NT21ステーションEYE』がスタートした。週末版は1993年3月28日まで放送された。

## 放送時間
| 期間      | 期間      | 放送時間 (JST)         | 放送時間 (JST)         |
| 期間      | 期間      | NT21 600ステーション   | NT21 530ステーション   |
| --------- | --------- | ---------------------- | ---------------------- |
| 1989.10.2 | 1990.9.28 | 18:00 - 18:55 （55分） | （放送無し）           |
| 1990.10.1 | 1991.3.31 | 18:00 - 18:55 （55分） | 17:30 - 18:00 （30分） |
| 1991.4.6  | 1993.3.28 | （放送終了）           | 17:30 - 18:00 （30分） |

### 補足
1990年9月29日までは土曜日の同時間帯に『鳥越&畑 ザ・スクープ』が、同年9月30日までは日曜日の同時間帯に『ANNニュース&スポーツ日曜版』が放送されていた。

## メインキャスター

### 平日
- 照光真
- 近正仁
- 野上順子
- 棚橋美稚誉
- 山本かおる

### 週末
- シフト勤務